# Raymond Reding

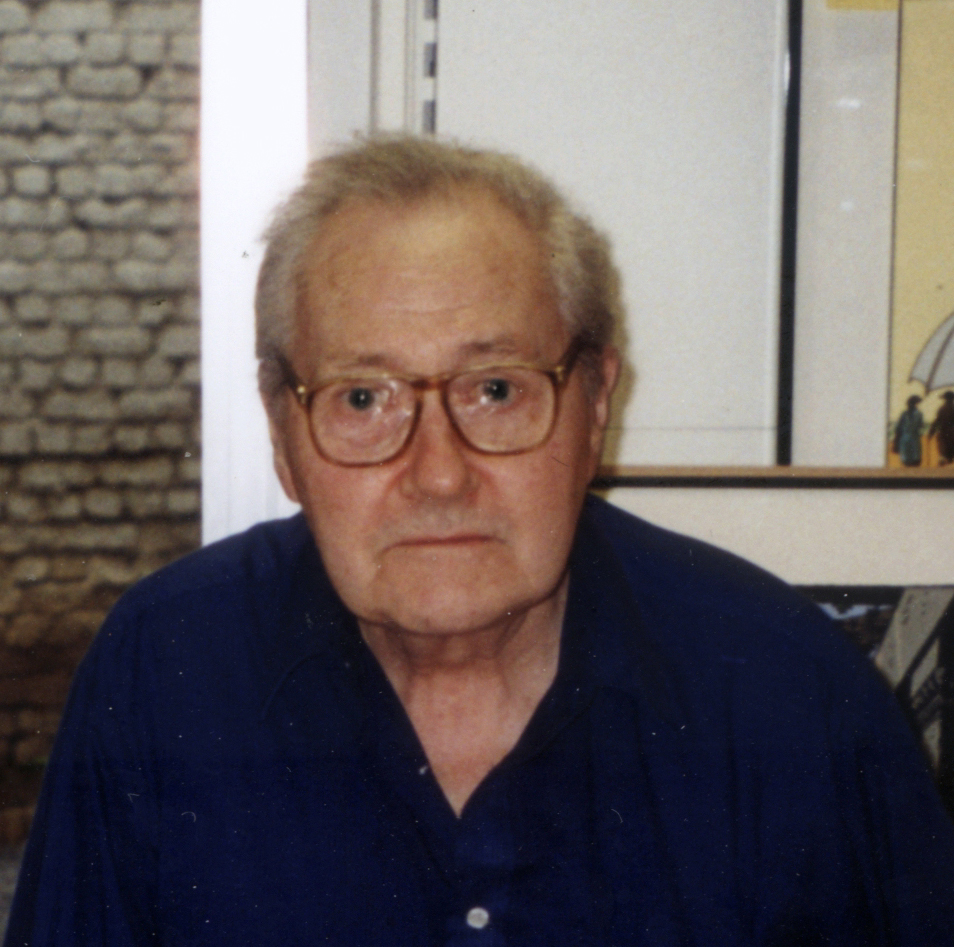
Raymond Reding (1998)

Raymond Reding (* 23. Februar 1920 in Louviers, Frankreich; † 26. April 1999 in Anderlecht, Belgien) war ein belgischer Comiczeichner. Bekannt wurde er vor allem durch seine Sportserien.

## Leben und Werk
Der in Frankreich als Sohn eines belgischen Vaters und einer französischen Mutter geborene Reding wuchs in Belgien auf. Bevor er sich dem Zeichnen und Schreiben zuwandte, hatte er verschiedene Jobs gehabt, unter anderem auch als Zeitungsjunge und Jazz-Pianist. Ab dem Jahr 1944 war er Mitarbeiter des Magazins Bravo!, für das er Geschichten schrieb, die er selbst illustrierte.
Im Jahr 1950 stieß Reding zur Redaktion des Magazins Tintin. Seine ersten Comics hatte er bereits einige Jahre zuvor in der Zeitungsbeilage Récréation veröffentlicht. Einen ersten größeren Erfolg verzeichnete Reding, der in den 1950er-Jahren auch für das Magazin Spirou gezeichnet hatte, mit der Tennis-Serie Jari, die ab 1957 veröffentlicht wurde und ab 1960 auch in Albenform erschien. Mit der Serie Vincent Larcher, die ab 1963 erschien, wandte er sich dem Thema Fußball zu. Mit Section R, einer Serie über zwei Top-Athleten, die nach ihrer Sportlerlaufbahn journalistisch und detektivisch tätig sind, schuf Reding 1971 einen weiteren Sportler-Comic.
Im deutschsprachigen Raum war Reding bereits Ende der 1950er-Jahre mit Beiträgen in der Kinder-Zeitschrift Pony vertreten, in den 1970er-Jahren wurden verschiedene Reding-Comics im Comic-Magazin Zack veröffentlicht. Die Serie Juri erschien als Bert im Bastei-Verlag. Weiterhin erschienen auf Deutsch von Reding zu Beginn der 1980er-Jahre im Koralle-Verlag vier Alben und zwischen 2008 und 2016 bei Salleck Publications 16 Alben des Fußball-Comics Kai Falke. Dessen Titelfigur war anlässlich der Fußball-Weltmeisterschaft in Deutschland im Jahr 1974 für das Comic-Magazin Zack (eine holländische Ausgabe dieser ersten Geschichte erschien als Album unter dem Titel Max Falk) entstanden. 1979 wurde die Serie mit etwas überarbeitetem Konzept wieder aufgenommen. Reding arbeitete nun in Zusammenarbeit mit Françoise Hugues. Die holländische Ausgabe erschien nun unter dem Titel Ronnie Hansen, in Frankreich erschien sie als Eric Castel.